# Општина Загон (Ковасна)
Загон (рум. Zagon) општина је у Румунији у округу Ковасна.
Oпштина се налази на надморској висини од 635 m.